# Raymond Knister
Raymond Knister (ur. 27 maja 1899, zm. 29 sierpnia 1932) – kanadyjski poeta i prozaik, jeden z pierwszych kanadyjskich modernistów, autor m.in. powieści poetyckich White narcissus (1929) i My star predominant (1934). Urodził się w Ruscom w prowincji Ontario. Studiował w Victoria College na University of Toronto i krótko na Iowa State University. W 1927 ożenił się z Myrtle Gamble. Miał dwoje dzieci. Utonął w Lake St. Clair. 